# Lewan Mczedlidze
Lewan Mczedlidze (gruz. ლევან მჭედლიძე, ur. 24 marca 1990 w Tbilisi) – gruziński piłkarz grający na pozycji napastnika. Reprezentant kraju. Zawodnik włoskiego Empoli FC.

## Kariera
Mczedlidze oficjalny kontrakt z zespołem Empoli FC podpisał w czerwcu 2007 roku. Z zespołem tym trenował od 2006 roku, jednak z powodu obowiązujących przepisów nie mógł zadebiutować w rozgrywkach. Po spadku tego klubu do Serie B piłkarz został wypożyczony na rok z opcją pierwokupu do US Palermo. W Serie A zadebiutował 24 września 2008 roku podczas spotkania z SSC Napoli, w którym zagrał ostatnie 15 minut. Swoją pierwszą bramkę w tych rozgrywkach zdobył 4 października 2008 roku ustalając wynik spotkania Juventus F.C.–Palermo na 1:2. W marcu 2010 roku jego wypożyczenie do Palermo zostało anulowane, jednak zawodnik nie pojawił się w Empoli, które posiadało prawa do jego karty zawodniczej. Ostatecznie w lipcu 2010 roku Mczedlidze powrócił do Empoli. W klubie tym zadebiutował 22 sierpnia 2010 roku w spotkaniu Serie B przeciwko zespołowi Frosinone Calcio, w którym zagrał przez ostatnie 24 minuty meczu. Pierwszą bramkę w Empoli zdobył 27 marca 2011 roku w przegranym 2:3 meczu Serie B przeciwko FC Crotone.

## Kariera reprezentacyjna
Mczedlidze występował w juniorskich reprezentacjach Gruzji: U-17 i U-19. W wieku 17 lat zadebiutował w reprezentacji seniorów swego kraju w spotkaniu eliminacji do Euro 2008 przeciwko ówczesnym mistrzom świata – reprezentacji Włoch. W tych samych eliminacjach Mczedlidze strzelił swoją pierwszą bramkę w reprezentacji seniorów. Miało to miejsce w spotkaniu przeciwko Szkocji, kiedy zdobył gola, ustalając wynik na 1:0.